# Semiothisa deceptans
Semiothisa deceptans är en fjärilsart som beskrevs av Otto Staudinger 1901. Semiothisa deceptans ingår i släktet Semiothisa och familjen mätare. Inga underarter finns listade i Catalogue of Life.